# Patricia Hy-Boulaisová
Patricia Hy-Boulaisová (* 22. srpen 1965 Phnompenh, Kambodža) je bývalá hongkongská a kanadská tenistka, která se stala profesionálkou 12. října 1986. V roce 1991 obdržela kanadské občanství. Kanadu však reprezentovala již od sezóny 1988, předtím nastupovala za Hongkong. Na okruhu WTA Tour vyhrála jeden singlový i deblový turnaj. V rámci okruhu ITF získala čtyři tituly ve dvouhře a pět ve čtyřhře.
Na žebříčku WTA byla ve dvouhře nejvýše klasifikována v březnu 1993 na 28. místě a ve čtyřhře v březnu 1987 na 36. místě.
Singlovým grandslamovým maximem se stalo po výhře nad Helenou Sukovou čtvrtfinále US Open 1992, v němž ji vyřadila Selešová. V ženské čtyřhře si s Japonkou Ecuko Inoueovou zahrála semifinále Australian Open 1987. Ve Wimbledonu 1983 se stala prvním vítězem grandslamové soutěže z Hongkongu, když s Američankou Patty Fendickovou vyhrála juniorskou čtyřhru.
Kanadu reprezentovala na Letních olympijských hrách 1992 v Barceloně, kde ve druhém kole ženské dvouhry podlehla pozdější bronzové medailistce Mary Joe Fernandezové. Do ženské čtyřhry nastoupila s Rene Simpsonovou. Soutěž opustily ve druhé fázi. Zúčastnila se také atlantské letní olympiády 1996. Ve druhém kole singlové soutěže podlehla nejvýše nasazené Monice Selešové. Za Hongkong odehrála ukázkový turnaj LOH 1984 v Los Angeles, kde ve druhém utkání nestačila na Jugoslávku Sabrinu Golešovou.